# Hoven (Dakota del Sud)
Hoven és una població dels Estats Units a l'estat de Dakota del Sud. Segons el cens del 2000 tenia 511 habitants.

## Demografia
Segons el cens del 2000, Hoven tenia 511 habitants, 213 habitatges, i 145 famílies. La densitat de població era de 657,7 habitants per km².
Dels 213 habitatges en un 27,2% hi vivien nens de menys de 18 anys, en un 62,9% hi vivien parelles casades, en un 4,7% dones solteres, i en un 31,9% no eren unitats familiars. En el 30,5% dels habitatges hi vivien persones soles el 18,8% de les quals corresponia a persones de 65 anys o més que vivien soles. El nombre mitjà de persones vivint en cada habitatge era de 2,34 i el nombre mitjà de persones que vivien en cada família era de 2,94.
Per edats la població es repartia de la següent manera: un 22,7% tenia menys de 18 anys, un 3,7% entre 18 i 24, un 25% entre 25 i 44, un 21,5% de 45 a 60 i un 27% 65 anys o més.
L'edat mediana era de 44 anys. Per cada 100 dones de 18 o més anys hi havia 90,8 homes.
La renda mediana per habitatge era de 28.942 $ i la renda mediana per família de 38.750 $. Els homes tenien una renda mediana de 25.250 $ mentre que les dones 14.063 $. La renda per capita de la població era de 16.809 $. Entorn del 8,8% de les famílies i el 15,5% de la població estaven per davall del llindar de pobresa.

## Poblacions més properes
El següent diagrama mostra les poblacions més properes.